# Vingt-quatre pièces en style libre
Les Vingt-quatre pièces en style libre (Opus 31) de Louis Vierne pour orgue ou harmonium ont été écrites en deux volumes, durant les années 1913-1914.
Il s'agit d'un recueil de pièces pour orgue ou harmonium, de niveau moyen (intermédiaire), avec indication par l'auteur des registrations et des nuances. Voici l'Avertissement de Louis Vierne comme il figure sur l'édition Durand :
Les pièces du présent recueil sont calculées de façon à pouvoir être exécutées pendant la durée normale d'un offertoire. Elles sont registrées pour un harmonium de 4 jeux et demi et pour un orgue à deux claviers et pédalier 18 à 20 jeux.
Il va de soi que la registration est, ici, une indication générale de couleur et que cette registration peut être modifiée selon les instruments à la disposition des artistes.
Deux initiales immédiatament voisines (G.R.) indiquent que le grand-orgue est accouplé au récit; l'initiale G. indique que ce clavier est séparé du récit. Même observation pour les initiales placées à côté du nom Péd.; elles indiquent avec quel clavier le pédalier est accouplé.
Tous les morceaux de cette collection peuvent se jouer entièrement avec les mains: quand on les exécutera sur un orgue à pédalier, il sera bon de diviser entre les mains les passages sous lesquels on emploiera la pédale.
Louis Vierne

## Détails des recueils
Livre I
1. Préambule (à Albert Ribollet)
2. Cortège (à Augustin Barié)
3. Complainte (à Albert Périlhou)
4. Épitaphe (à la mémoire de mon ami Alphonse Schmitt)
5. Prélude (à Nadia Boulanger)
6. Canon (à Henri Mulet)
7. Méditation (à Félix Fourdrain)
8. Idylle mélancolique (à Louis Andlauer)
9. Madrigal (à Georges Jacob)
10. Rêverie (à Édouard Mignan)
11. Divertissement (à Joseph Bonnet)
12. Canzona (à J. Ermend Bonnal)

Livre II
1. Légende (à Maurice Blazy)
2. Scherzetto (à Alexandre Cellier)
3. Arabesque (à Émile Bourdon)
4. Choral (à Joseph Boulnois)
5. Lied (à Paul Fauchet)
6. Marche funèbre (à la mémoire de mon ami Jules Bouval)
7. Berceuse  sur les paroles classiques (à ma fille Colette)
8. Pastorale (à Roger Boucher)
9. Carillon sur la sonnerie du Carillon de la chapelle du Château de Longpont (Aisne); (à mon frère René Vierne)
10. Élégie (à Georges Kriéger)
11. Épithalame (à André Renoux)
12. Postlude (à Émile Poillot)